# Zagorci
Zagorci so naselje v Občini Juršinci.